# Alabastre

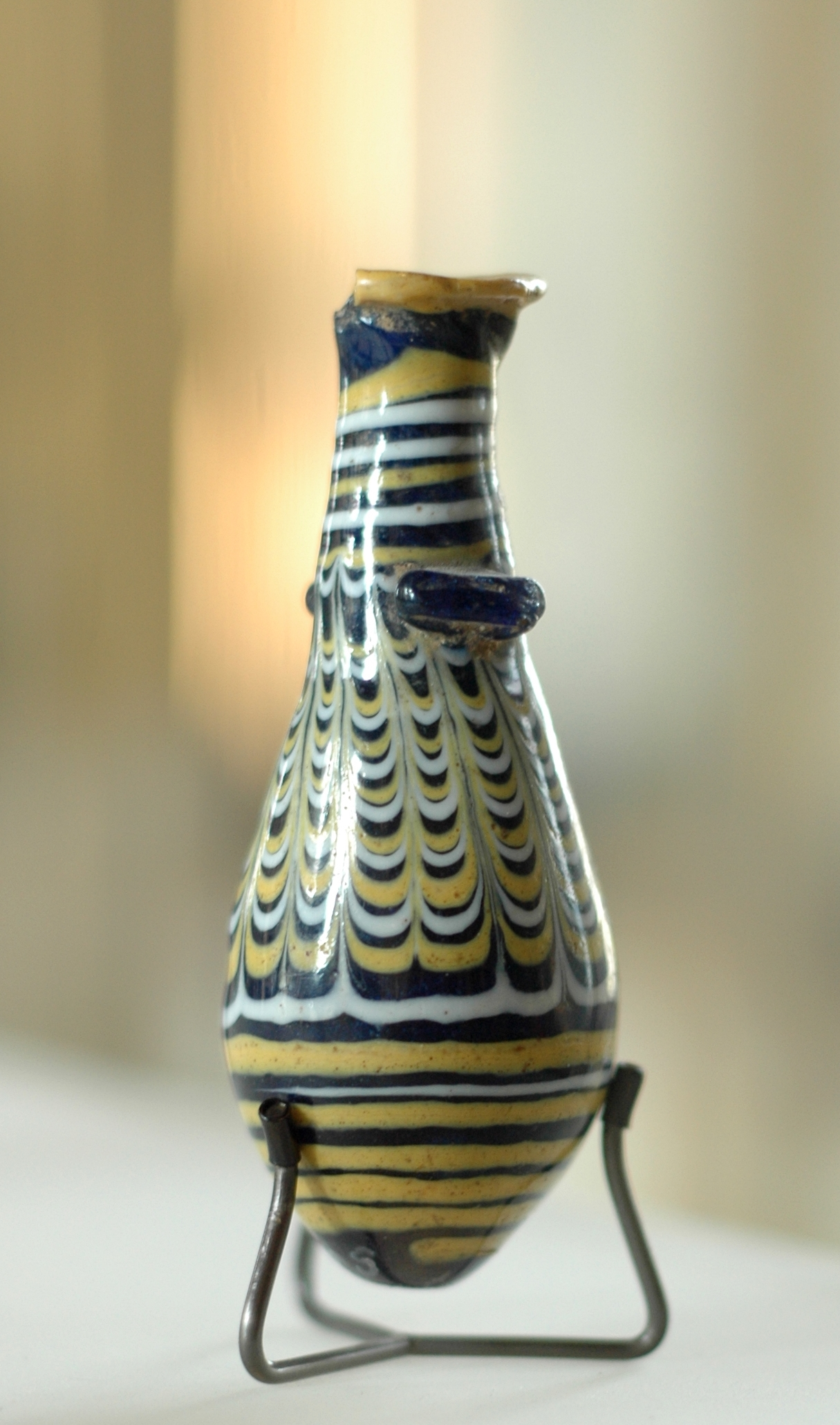
Alabastre en pâte de verre.

Un alabastre est un type de poterie utilisée dans le monde antique pour la conservation et l'application d’huile, en particulier parfums ou huiles de massage.

## Caractéristiques
Son corps étroit et allongé, rappelant la forme des amphores, s’apparente à trois autres types de vase de cette époque : balsamaire, lécythe et aryballe.
Son col est allongé et étroit pour ne laisser échapper qu’une faible quantité de liquide, au goutte à goutte. À l’embouchure, la lèvre est évasée et plate pour permettre l’application de l’huile sur la peau.
Sa fabrication est généralement en terre cuite (céramique), mais des exemplaires en pâte de verre ou en albâtre ont été découverts jusque sur les côtes de la Méditerranée. Les décorations, comme pour les vases de cette époque, sont très riches et finement peintes. 

## En Égypte

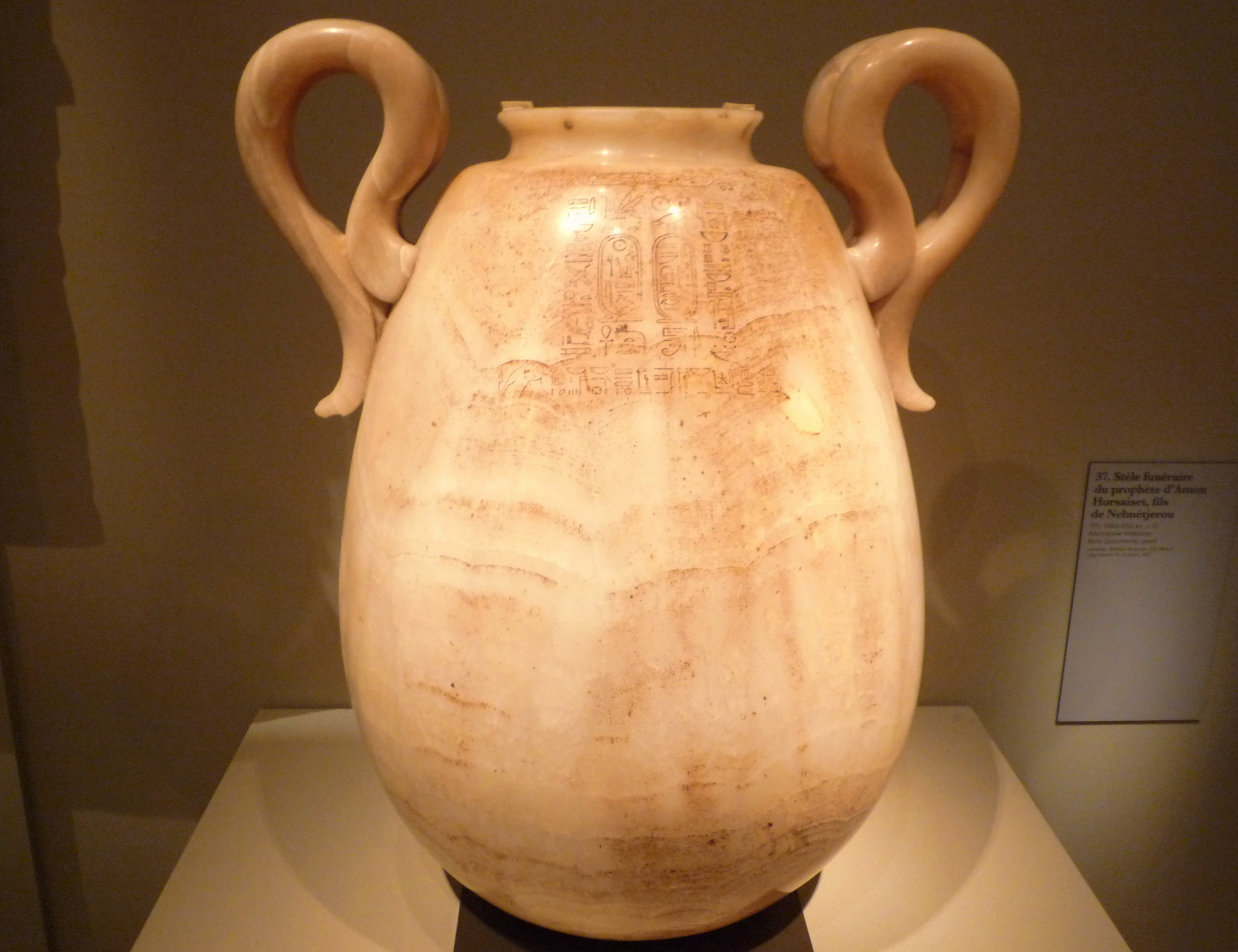
Alabastre égyptien (791 - 763 av. J.-C.) lors de l'exposition « Servir les dieux d'Égypte » au musée de Grenoble.

Ces poteries trouvent leur origine au XIe siècle av. J.-C. en Égypte ancienne sous forme de conteneurs sculptés en albâtre — d'où le nom — puis se propagent dans la Grèce antique et à d'autres parties du monde classique.
La plupart des types d’alabastres ont un corps mince avec un fond arrondi, un col étroit et une large embouchure. Ils étaient souvent sans poignées, mais certains types étaient équipés d'oreilles en forme de pattes percées de trous pour permettre le passage d’une cordelette destinée à faciliter la manutention.
La conception de la première alabastre égyptienne a été inspirée par les palmiers, avec une forme en colonne. Plus tard, la fabrication fut faite en verre décoré avec divers motifs, tels que les coquilles Saint-Jacques, des guirlandes, des motifs abstraits ou anneaux en zigzags.

## En Grèce
Autour du VIIe siècle av. J.-C., l’alabastre se propage en Grèce et devient un élément important de la poterie grecque. Il y avait trois types distincts d’alabastres grecs :
- la forme standard de base en Corinthe, corps long et bulbeux d'environ 8 à 10 cm de hauteur, une conception populaire dans toute la Grèce ;
- une forme longue et effilée, commune dans les poteries grecques, étrusques et italo-corinthiennes ;
- un type Attique de 10 à 20 cm de haut, avec une base arrondie et des pattes de maintien.

La décoration, très finement exécutée, représentait souvent des scènes typiques de l’époque des figures noires.
Une centaine d'années après son arrivée dans la région, les artisans grecs produisaient des alabastres décorées d'argent, longs et étroits, de douze à seize centimètres de hauteur. La décoration en général fractionne le corps du vase en quatre zones horizontales par des bandes ornementales entourant le corps.

## Ailleurs
Les alabastres figurent aussi dans de nombreux autres sites antiques, notamment en Assyrie, en Syrie et en Palestine. Ces modèles ont probablement été inspirés ou exportés de Grèce ou d’Égypte.

## Galerie

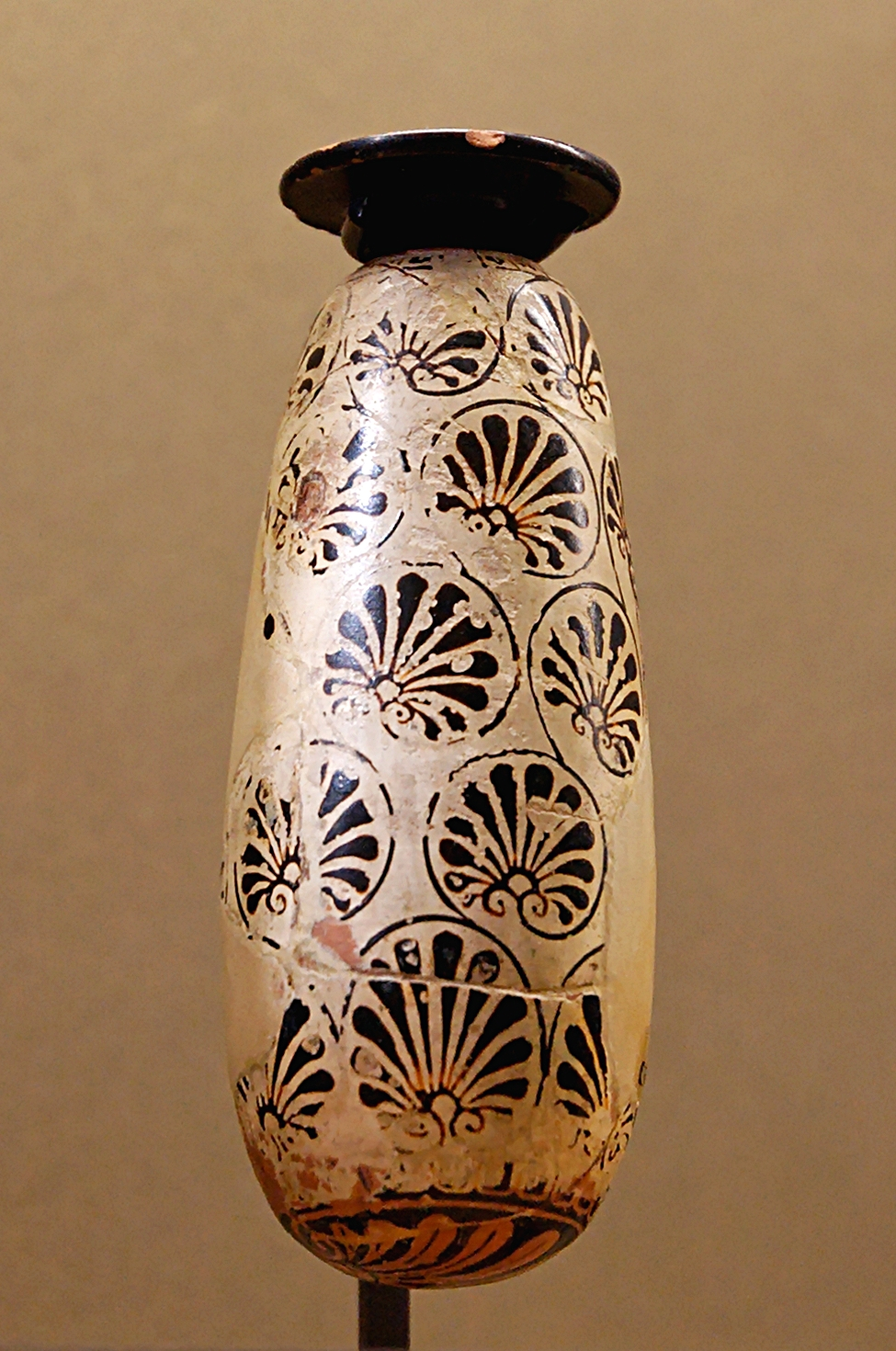
Alabastre attique à figures noires et à fond blanc, vers 540 av. J.-C.
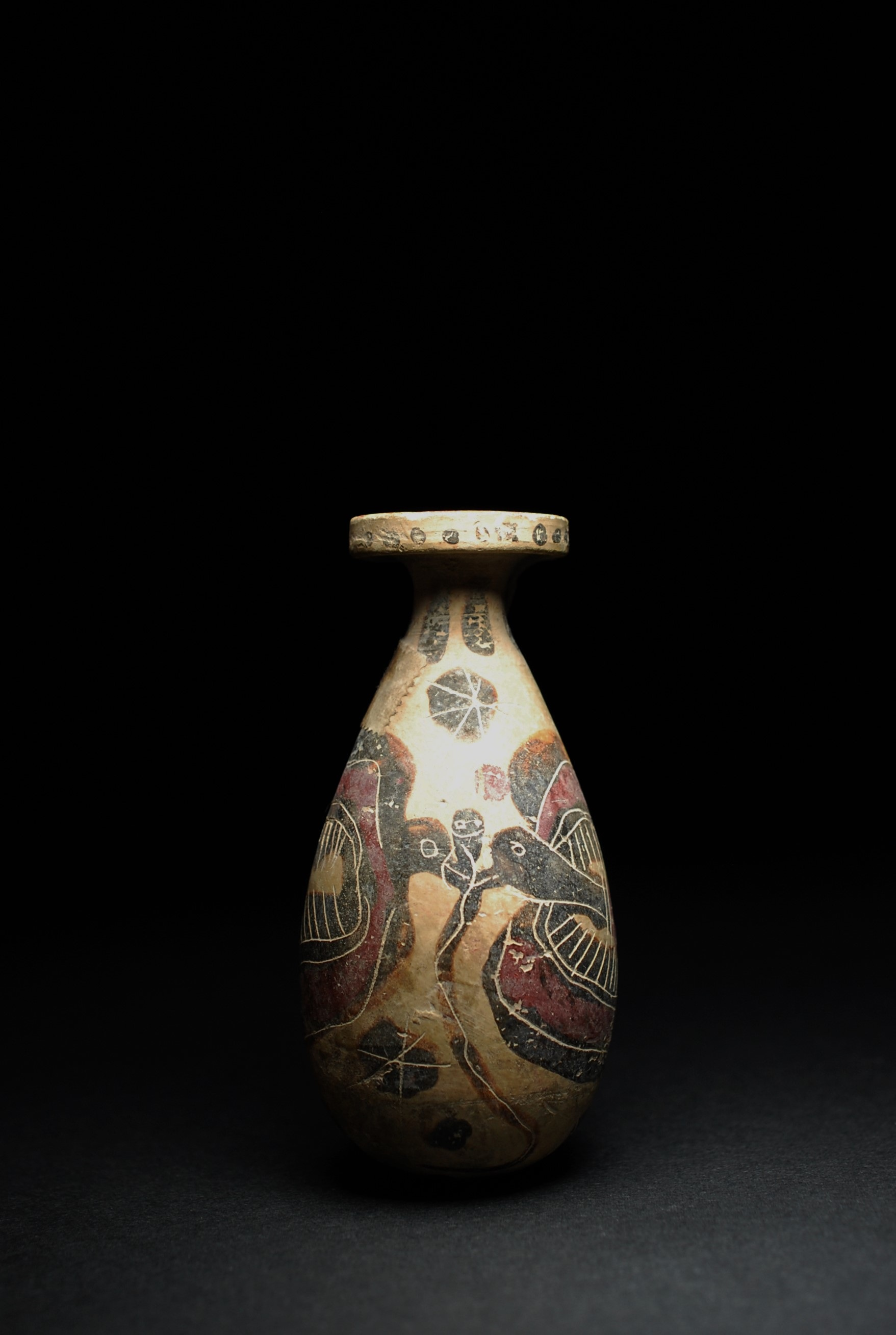
Alabastre corinthien à figures noires, VIe siècle avant notre ère.
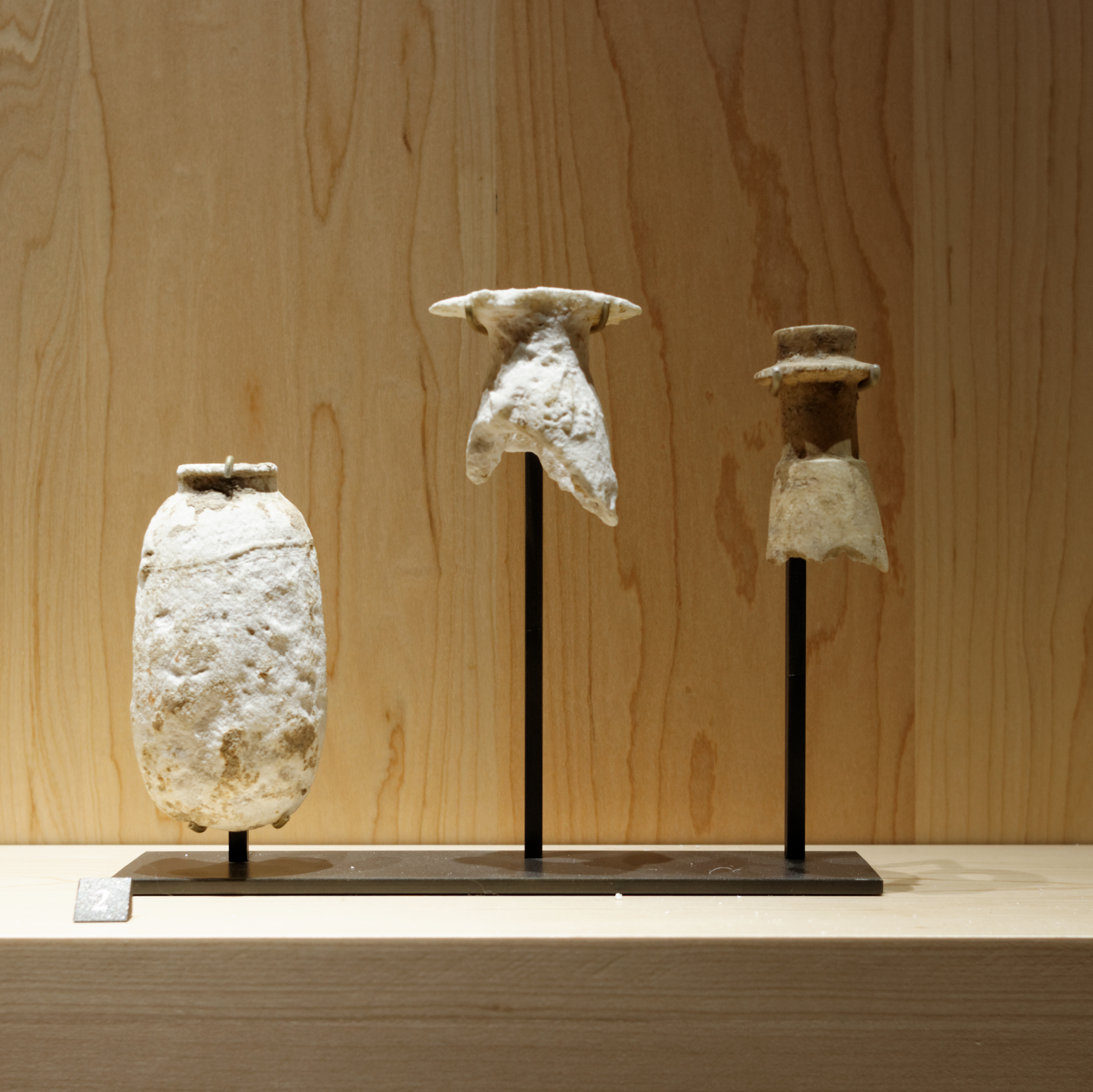
Fragments d'alabastres en albâtre provenant du Tombeau des Rois à Jérusalem (Ier siècle).

### Source
- (en) Cet article est partiellement ou en totalité issu de l’article de Wikipédia en anglais intitulé « Alabastron » (voir la liste des auteurs) du 19 mai 2008